# Coupe de la Ligue anglaise de football 2023-2024
 (mars 2024).
Navigation
Édition précédente Édition suivante
La Coupe de la Ligue anglaise 2023-2024 est la 64e édition de la compétition. Le vainqueur est qualifié pour les barrages de la Ligue Conférence 2024-2025.
Le premier tour commence le 7 août 2023 et la finale est prévue le 25 février 2024, à Wembley. La dernière édition a vu Manchester United remporter son 6e titre contre Newcastle United.

## Clubs participants
En tout, 92 clubs (Premier League, Championship, League One et League Two) participent à cette édition.

### Distribution
La coupe est organisée de telle façon qu'il ne reste que 32 clubs au 3e tour. 70 des 72 clubs de l'English Football League (niveaux 2 à 4) entrent en lice au 1er tour. Au 2e tour, les 12 clubs de Premier League non engagés dans des compétitions européennes, ainsi que les 18e et 19e de Premier League 2022-2023 entrent en lice. Au 3e tour, les clubs de Premier League européens font leurs débuts dans la compétition. Cependant à la suite de la victoire de West Ham United en Ligue Europa Conférence 2022-2023 , la liste d’accès est remaniée. Ainsi tous les clubs de l’English Football League entrent en lice au 1er tour. Les 12 clubs de Premier League non engagés dans les compétitions européennes entrent en lice au 2e tour. Enfin les 8 clubs de Premier League européen entrent en lice au 3e tour.
| Clubs de Premier League (20) | Clubs de Championship (24) | Clubs de League One (24) | Clubs de League Two (24) |
| arrivent au 3e tour          | arrivent au 1er tour       | arrivent au 1er tour     | arrivent au 1er tour     |
| ---------------------------- | -------------------------- | ------------------------ | ------------------------ |
| Manchester City              | Leicester City             | Reading FC               | Milton Keynes Dons       |
| Arsenal FC                   | Leeds United               | Blackpool FC             | Morecambe FC             |
| Manchester United T          | Southampton FC             | Wigan Athletic           | Accrington Stanley       |
| Newcastle United             | Middlesbrough FC           | Barnsley FC              | Forest Green Rovers      |
| Liverpool FC                 | Coventry City              | Bolton Wanderers         | Stockport County         |
| Brighton & Hove Albion       | Sunderland AFC             | Peterborough United      | Bradford City            |
| Aston Villa                  | Blackburn Rovers           | Derby County             | Salford City             |
| West Ham United              | Millwall FC                | Portsmouth FC            | Mansfield Town           |
| arrivent au 2e tour          | West Bromwich Albion       | Wycombe Wanderers        | Barrow AFC               |
| Tottenham Hotspur            | Swansea City               | Charlton Athletic        | Swindon Town             |
| Brentford FC                 | Watford FC                 | Lincoln City             | Grimsby Town             |
| Fulham FC                    | Preston North End          | Shrewsbury Town          | Tranmere Rovers          |
| Crystal Palace               | Norwich City               | Fleetwood Town           | Crewe Alexandra          |
| Chelsea FC                   | Bristol City               | Exeter City              | Sutton United            |
| Wolverhampton Wanderers      | Hull City                  | Burton Albion            | Newport County           |
| AFC Bournemouth              | Stoke City                 | Cheltenham Town          | Walsall FC               |
| Nottingham Forest            | Birmingham City            | Bristol Rovers           | Gillingham FC            |
| Everton FC                   | Huddersfield Town          | Port Vale                | Doncaster Rovers         |
| Burnley FC                   | Rotherham United           | Oxford United            | Harrogate Town           |
| Sheffield United             | Queens Park Rangers        | Cambridge United         | Colchester United        |
| Luton Town                   | Cardiff City               | Leyton Orient            | AFC Wimbledon            |
|                              | Plymouth Argyle            | Stevenage FC             | Crawley Town             |
| Ipswich Town                 | Northampton Town           | Wrexham AFC              |                          |
| Sheffield Wednesday          | Carlisle United            | Notts County             |                          |

## Calendrier
Les clubs participants rentrent tout au long de la compétition selon leur niveau. Au total, 92 clubs participent à cette édition.
| Tour                                                          | Nom                             | Dates retenues                            | Équipes entrantes | Équipes participantes | Équipes gagnantes |
| (2023)                                                        |                                 |                                           |                   |                       |                   |
| Entrée des 72 clubs de Championship, League One et League Two |                                 |                                           |                   |                       |                   |
| 1                                                             | Premier tour                    | mardi 8 et mercredi 9 août                | 72                | 72                    | 36                |
| Entrée des 12 clubs non-européens de Premier League           |                                 |                                           |                   |                       |                   |
| 2                                                             | Deuxième tour                   | mardi 29 et mercredi 30 août              | 12                | 48                    | 24                |
| Entrée des 8 clubs européens de Premier League                |                                 |                                           |                   |                       |                   |
| 3                                                             | Troisième tour (1/16 de finale) | mardi 26 et mercredi 27 septembre         | 8                 | 32                    | 16                |
| 4                                                             | Quatrième tour (1/8 de finale)  | mardi 31 octobre et mercredi 1er novembre | -                 | 16                    | 8                 |
| 5                                                             | Cinquième tour (1/4 de finale)  | lundi 18 et mardi 19 décembre             | -                 | 8                     | 4                 |
| (2024)                                                        |                                 |                                           |                   |                       |                   |
| 12                                                            | Demi-finales (aller)            | lundi 8 et mardi 9 janvier                | -                 | 4                     | -                 |
| 13                                                            | Demi-finales (retour)           | lundi 21 et mardi 22 janvier              | -                 | 4                     | 2                 |
| 14                                                            | Finale au Stade de Wembley      | dimanche 25 février                       | -                 | 2                     | 1                 |

## Résultats

### Premier tour
Le tirage au sort de ce tour est divisé sur une base géographique en sections « nord » et « sud ». Les équipes sont opposées à une équipe de la même section.
Le tirage au sort a lieu le 22 juin 2023.

#### Section nord
| 8 août 2023 | Huddersfield Town (2)     | 2 - 3   | Middlesbrough FC (2)                 |                                                                                |                                                                                |
| 20h00       | Harratt 4e · Hudlin 90+4e | (1 - 1) | 20e Silvera · 63e Jones · 82e McGree | Kirklees Stadium, Huddersfield Spectateurs : 8 057 Arbitrage : Oliver Langford | Kirklees Stadium, Huddersfield Spectateurs : 8 057 Arbitrage : Oliver Langford |
| 20h00       | Rapport                   |         |                                      | Kirklees Stadium, Huddersfield Spectateurs : 8 057 Arbitrage : Oliver Langford | Kirklees Stadium, Huddersfield Spectateurs : 8 057 Arbitrage : Oliver Langford |

| 8 août 2023 | Mansfield Town (4)           | 2 - 0   | Grimsby Town (4) |                                                                     |                                                                     |
| 20h30       | Akins 28e (pen.) · Oates 55e | (1 - 0) |                  | Field Mill, Mansfield Spectateurs : 3 123 Arbitrage : Scott Jackson | Field Mill, Mansfield Spectateurs : 3 123 Arbitrage : Scott Jackson |
| 20h30       | Rapport                      |         |                  | Field Mill, Mansfield Spectateurs : 3 123 Arbitrage : Scott Jackson | Field Mill, Mansfield Spectateurs : 3 123 Arbitrage : Scott Jackson |

| 8 août 2023 | Accrington Stanley (4)   | 1 - 1 1 - 4 t. a. b. | Bradford City (4)                |                                                                     |                                                                     |
| 20h45       | Andrews 66e              | (0 - 1)              | 45+1e Pattison                   | Crown Ground, Accrington Spectateurs : 2 368 Arbitrage : Martin Coy | Crown Ground, Accrington Spectateurs : 2 368 Arbitrage : Martin Coy |
| 20h45       | Rapport                  |                      |                                  | Crown Ground, Accrington Spectateurs : 2 368 Arbitrage : Martin Coy | Crown Ground, Accrington Spectateurs : 2 368 Arbitrage : Martin Coy |
| 20h45       | Leigh · Nolan · Adedoyin | Tirs au but 1 - 4    | Cook · Gilliead · Walker · Oduor | Crown Ground, Accrington Spectateurs : 2 368 Arbitrage : Martin Coy | Crown Ground, Accrington Spectateurs : 2 368 Arbitrage : Martin Coy |

| 8 août 2023 | Barnsley FC (3)                                                       | 2 - 2 6 - 7 t. a. b. | Tranmere Rovers (4)                                                        |                                                                       |                                                                       |
| 20h45       | Kane 45+3e · Marsh 90+8e                                              | (1 - 1)              | 23e Norris · 47e Taylor                                                    | Oakwell Stadium, Barnsley Spectateurs : 4 343 Arbitrage : Thomas Kirk | Oakwell Stadium, Barnsley Spectateurs : 4 343 Arbitrage : Thomas Kirk |
| 20h45       | Rapport                                                               |                      |                                                                            | Oakwell Stadium, Barnsley Spectateurs : 4 343 Arbitrage : Thomas Kirk | Oakwell Stadium, Barnsley Spectateurs : 4 343 Arbitrage : Thomas Kirk |
| 20h45       | Marsh · Jaló · Chapman · Nejman · Cotter · Łopata · Killip · Shepherd | Tirs au but 6 - 7    | Hawkes · Jennings · Hemmings · Hendry · McAlear · Saunders · Leake · Lewis | Oakwell Stadium, Barnsley Spectateurs : 4 343 Arbitrage : Thomas Kirk | Oakwell Stadium, Barnsley Spectateurs : 4 343 Arbitrage : Thomas Kirk |

| 8 août 2023 | Blackburn Rovers (2)                                 | 4 - 3   | Walsall FC (4)                        |                                                                   |                                                                   |
| 20h45       | Gilsenan 21e · Ennis 40e · Garrett 50e · Buckley 67e | (2 - 2) | 19e McEntee · 37e Tierney · 84e Maher | Ewood Park, Blackburn Spectateurs : 6 173 Arbitrage : Ben Speedie | Ewood Park, Blackburn Spectateurs : 6 173 Arbitrage : Ben Speedie |
| 20h45       | Rapport                                              |         |                                       | Ewood Park, Blackburn Spectateurs : 6 173 Arbitrage : Ben Speedie | Ewood Park, Blackburn Spectateurs : 6 173 Arbitrage : Ben Speedie |

| 8 août 2023 | Bolton Wanderers (3) | 1 - 0   | Barrow AFC (4) |                                                                                         |                                                                                         |
| 20h45       | Ashworth 44e         | (1 - 0) |                | University of Bolton Stadium, Horwich Spectateurs : 4 871 Arbitrage : Anthony Backhouse | University of Bolton Stadium, Horwich Spectateurs : 4 871 Arbitrage : Anthony Backhouse |
| 20h45       | Rapport              |         |                | University of Bolton Stadium, Horwich Spectateurs : 4 871 Arbitrage : Anthony Backhouse | University of Bolton Stadium, Horwich Spectateurs : 4 871 Arbitrage : Anthony Backhouse |

| 8 août 2023 | Derby County (3) | 0 - 2   | Blackpool FC (3) |                                                                          |                                                                          |
| 20h45       |                  | (0 - 2) | 7e 32e Beesley   | Pride Park Stadium, Derby Spectateurs : 7 033 Arbitrage : Jeremy Simpson | Pride Park Stadium, Derby Spectateurs : 7 033 Arbitrage : Jeremy Simpson |
| 20h45       | Rapport          |         |                  | Pride Park Stadium, Derby Spectateurs : 7 033 Arbitrage : Jeremy Simpson | Pride Park Stadium, Derby Spectateurs : 7 033 Arbitrage : Jeremy Simpson |

| 8 août 2023 | Harrogate Town (4) | 1 - 0   | Carlisle United (3) |                                                                          |                                                                          |
| 20h45       | Folarin 23e        | (1 - 0) |                     | Wetherby Road, Harrogate Spectateurs : 2 177 Arbitrage : Matthew Corlett | Wetherby Road, Harrogate Spectateurs : 2 177 Arbitrage : Matthew Corlett |
| 20h45       | Rapport            |         |                     | Wetherby Road, Harrogate Spectateurs : 2 177 Arbitrage : Matthew Corlett | Wetherby Road, Harrogate Spectateurs : 2 177 Arbitrage : Matthew Corlett |

| 8 août 2023 | Hull City (2) | 1 - 2   | Doncaster Rovers (4) |                                                                              |                                                                              |
| 20h45       | Estupiñán 3e  | (1 - 1) | 15e 61e Miller       | MKM Stadium, Kingston upon Hull Spectateurs : 6 577 Arbitrage : Simon Mather | MKM Stadium, Kingston upon Hull Spectateurs : 6 577 Arbitrage : Simon Mather |
| 20h45       | Rapport       |         |                      | MKM Stadium, Kingston upon Hull Spectateurs : 6 577 Arbitrage : Simon Mather | MKM Stadium, Kingston upon Hull Spectateurs : 6 577 Arbitrage : Simon Mather |

| 8 août 2023 | Notts County (4) | 0 - 2   | Lincoln City (3)           |                                                                      |                                                                      |
| 20h45       |                  | (0 - 1) | 23e Roughan · 48e Sørensen | Meadow Lane, Nottingham Spectateurs : 6 468 Arbitrage : Martin Woods | Meadow Lane, Nottingham Spectateurs : 6 468 Arbitrage : Martin Woods |
| 20h45       | Rapport          |         |                            | Meadow Lane, Nottingham Spectateurs : 6 468 Arbitrage : Martin Woods | Meadow Lane, Nottingham Spectateurs : 6 468 Arbitrage : Martin Woods |

| 8 août 2023 | Port Vale (3)                 | 3 - 2   | Fleetwood Town (3)     |                                                                            |                                                                            |
| 20h45       | Chislett 18e 72e · Thomas 58e | (1 - 1) | 5e Hayes · 47e Graydon | Vale Park, Stoke-on-Trent Spectateurs : 2 743 Arbitrage : Edward Duckworth | Vale Park, Stoke-on-Trent Spectateurs : 2 743 Arbitrage : Edward Duckworth |
| 20h45       | Rapport                       |         |                        | Vale Park, Stoke-on-Trent Spectateurs : 2 743 Arbitrage : Edward Duckworth | Vale Park, Stoke-on-Trent Spectateurs : 2 743 Arbitrage : Edward Duckworth |

| 8 août 2023 | Preston North End (2)                  | 2 - 2 2 - 4 t. a. b. | Salford City (4)                   |                                                              |                                                              |
| 20h45       | Woodburn 44e · Holmes 50e              | (1 - 2)              | 5e 38e McLennan                    | Deepdale, Preston Spectateurs : 6 790 Arbitrage : Tom Reeves | Deepdale, Preston Spectateurs : 6 790 Arbitrage : Tom Reeves |
| 20h45       | Rapport                                |                      |                                    | Deepdale, Preston Spectateurs : 6 790 Arbitrage : Tom Reeves | Deepdale, Preston Spectateurs : 6 790 Arbitrage : Tom Reeves |
| 20h45       | Ledson · Keane · Best · Frøkjær-Jensen | Tirs au but 2 - 4    | Smith · McAleny · Mallan · Garbutt | Deepdale, Preston Spectateurs : 6 790 Arbitrage : Tom Reeves | Deepdale, Preston Spectateurs : 6 790 Arbitrage : Tom Reeves |

| 8 août 2023 | Rotherham United (2)                     | 1 - 1 4 - 2 t. a. b. | Morecambe FC (4)                       |                                                                            |                                                                            |
| 20h45       | Kayode 37e                               | (1 - 1)              | 22e Mellon                             | New York Stadium, Rotherham Spectateurs : 2 834 Arbitrage : Thomas Parsons | New York Stadium, Rotherham Spectateurs : 2 834 Arbitrage : Thomas Parsons |
| 20h45       | Rapport                                  |                      |                                        | New York Stadium, Rotherham Spectateurs : 2 834 Arbitrage : Thomas Parsons | New York Stadium, Rotherham Spectateurs : 2 834 Arbitrage : Thomas Parsons |
| 20h45       | Hugill · Rathbone · Blackett · Onyedinma | Tirs au but 4 - 2    | McKiernan · Davenport · Brown · Taylor | New York Stadium, Rotherham Spectateurs : 2 834 Arbitrage : Thomas Parsons | New York Stadium, Rotherham Spectateurs : 2 834 Arbitrage : Thomas Parsons |

| 8 août 2023 | Sheffield Wednesday (2)               | 1 - 1 4 - 1 t. a. b. | Stockport County (4)   |                                                                      |                                                                      |
| 20h45       | Bakinson 90+7e                        | (0 - 1)              | 16e Madden             | Hillsborough, Sheffield Spectateurs : 10 886 Arbitrage : Lewis Smith | Hillsborough, Sheffield Spectateurs : 10 886 Arbitrage : Lewis Smith |
| 20h45       | Rapport                               |                      |                        | Hillsborough, Sheffield Spectateurs : 10 886 Arbitrage : Lewis Smith | Hillsborough, Sheffield Spectateurs : 10 886 Arbitrage : Lewis Smith |
| 20h45       | Windass · Paterson · Bannan · Gregory | Tirs au but 4 - 1    | Madden · Rydel · Barry | Hillsborough, Sheffield Spectateurs : 10 886 Arbitrage : Lewis Smith | Hillsborough, Sheffield Spectateurs : 10 886 Arbitrage : Lewis Smith |

| 8 août 2023 | Stoke City (2)                    | 2 - 1   | West Bromwich Albion (2) |                                                                                  |                                                                                  |
| 20h45       | Griffiths 27e (csc) · Vidigal 65e | (1 - 0) | 64e Thomas-Asante        | Bet365 Stadium, Stoke-on-Trent Spectateurs : 10 583 Arbitrage : Geoff Eltringham | Bet365 Stadium, Stoke-on-Trent Spectateurs : 10 583 Arbitrage : Geoff Eltringham |
| 20h45       | Rapport                           |         |                          | Bet365 Stadium, Stoke-on-Trent Spectateurs : 10 583 Arbitrage : Geoff Eltringham | Bet365 Stadium, Stoke-on-Trent Spectateurs : 10 583 Arbitrage : Geoff Eltringham |

| 8 août 2023 | Sunderland AFC (2)                  | 1 - 1 3 - 5 t. a. b. | Crewe Alexandra (4)                        |                                                                            |                                                                            |
| 20h45       | Rigg 64e                            | (0 - 1)              | 45+1e Offord                               | Stadium of Light, Sunderland Spectateurs : 10 763 Arbitrage : Scott Oldham | Stadium of Light, Sunderland Spectateurs : 10 763 Arbitrage : Scott Oldham |
| 20h45       | Rapport                             |                      |                                            | Stadium of Light, Sunderland Spectateurs : 10 763 Arbitrage : Scott Oldham | Stadium of Light, Sunderland Spectateurs : 10 763 Arbitrage : Scott Oldham |
| 20h45       | Dack · Pritchard · Ekwah · Triantis | Tirs au but 3 - 5    | Nevitt · Long · Adebisi · Tabiner · Cooney | Stadium of Light, Sunderland Spectateurs : 10 763 Arbitrage : Scott Oldham | Stadium of Light, Sunderland Spectateurs : 10 763 Arbitrage : Scott Oldham |

| 8 août 2023 | Wrexham AFC (4)                | 0 - 0 4 - 2 t. a. b. | Wigan Athletic (3)                  |                                                                        |                                                                        |
| 21h00       |                                | (0 - 0)              |                                     | Racecourse Ground, Wrexham Spectateurs : 9 736 Arbitrage : Sam Allison | Racecourse Ground, Wrexham Spectateurs : 9 736 Arbitrage : Sam Allison |
| 21h00       | Rapport                        |                      |                                     | Racecourse Ground, Wrexham Spectateurs : 9 736 Arbitrage : Sam Allison | Racecourse Ground, Wrexham Spectateurs : 9 736 Arbitrage : Sam Allison |
| 21h00       | Young · Lee · O'Connor · Dalby | Tirs au but 4 - 2    | Wyke · Humphrys · Hughes · Aasgaard | Racecourse Ground, Wrexham Spectateurs : 9 736 Arbitrage : Sam Allison | Racecourse Ground, Wrexham Spectateurs : 9 736 Arbitrage : Sam Allison |

| 9 août 2023 | Leeds United (2)           | 2 - 1   | Shrewsbury Town (3) |                                                                     |                                                                     |
| 20h45       | Gelhardt 52e · Struijk 58e | (0 - 1) | 28e Perry           | Elland Road, Leeds Spectateurs : 35 129 Arbitrage : Seb Stockbridge | Elland Road, Leeds Spectateurs : 35 129 Arbitrage : Seb Stockbridge |
| 20h45       | Rapport                    |         |                     | Elland Road, Leeds Spectateurs : 35 129 Arbitrage : Seb Stockbridge | Elland Road, Leeds Spectateurs : 35 129 Arbitrage : Seb Stockbridge |

| 9 août 2023 | Burton Albion (3) | 0 - 2   | Leicester City (2)         |                                                                               |                                                                               |
| 21h00       |                   | (0 - 2) | 6e Iheanacho · 45+2e Ndidi | Pirelli Stadium, Burton upon Trent Spectateurs : 4 631 Arbitrage : Gavin Ward | Pirelli Stadium, Burton upon Trent Spectateurs : 4 631 Arbitrage : Gavin Ward |
| 21h00       | Rapport           |         |                            | Pirelli Stadium, Burton upon Trent Spectateurs : 4 631 Arbitrage : Gavin Ward | Pirelli Stadium, Burton upon Trent Spectateurs : 4 631 Arbitrage : Gavin Ward |

#### Section sud
| 8 août 2023 | Newport County (4)                          | 3 - 1   | Charlton Athletic (3) |                                                                      |                                                                      |
| 20h30       | Wildig 63e · Evans 76e · Palmer-Houlden 80e | (0 - 1) | 43e Kanu              | Rodney Parade, Newport Spectateurs : 2 600 Arbitrage : Scott Simpson | Rodney Parade, Newport Spectateurs : 2 600 Arbitrage : Scott Simpson |
| 20h30       | Rapport                                     |         |                       | Rodney Parade, Newport Spectateurs : 2 600 Arbitrage : Scott Simpson | Rodney Parade, Newport Spectateurs : 2 600 Arbitrage : Scott Simpson |

| 8 août 2023 | Peterborough United (3)                       | 1 - 1 4 - 1 t. a. b. | Swindon Town (4)           |                                                                             |                                                                             |
| 20h30       | Randall 7e                                    | (1 - 0)              | 49e Hepburn-Murphy         | London Road Stadium, Peterborough Spectateurs : 3 440 Arbitrage : Tom Nield | London Road Stadium, Peterborough Spectateurs : 3 440 Arbitrage : Tom Nield |
| 20h30       | Rapport                                       |                      |                            | London Road Stadium, Peterborough Spectateurs : 3 440 Arbitrage : Tom Nield | London Road Stadium, Peterborough Spectateurs : 3 440 Arbitrage : Tom Nield |
| 20h30       | Clarke-Harris · Edwards · Tomlinson · Burrows | Tirs au but 4 - 1    | Blake-Tracy · Kemp · Young | London Road Stadium, Peterborough Spectateurs : 3 440 Arbitrage : Tom Nield | London Road Stadium, Peterborough Spectateurs : 3 440 Arbitrage : Tom Nield |

| 8 août 2023 | Swansea City (2)               | 3 - 0   | Northampton Town (3) |                                                                           |                                                                           |
| 20h30       | Piroe 10e 53e · Ginnelly 90+4e | (1 - 0) |                      | Swansea.com Stadium, Swansea Spectateurs : 6 926 Arbitrage : Peter Wright | Swansea.com Stadium, Swansea Spectateurs : 6 926 Arbitrage : Peter Wright |
| 20h30       | Rapport                        |         |                      | Swansea.com Stadium, Swansea Spectateurs : 6 926 Arbitrage : Peter Wright | Swansea.com Stadium, Swansea Spectateurs : 6 926 Arbitrage : Peter Wright |

| 8 août 2023 | Cheltenham Town (3) | 0 - 2   | Birmingham City (2) |                                                                      |                                                                      |
| 20h45       |                     | (0 - 2) | 24e 32e Bacuna      | Whaddon Road, Cheltenham Spectateurs : 4 026 Arbitrage : Craig Hicks | Whaddon Road, Cheltenham Spectateurs : 4 026 Arbitrage : Craig Hicks |
| 20h45       | Rapport             |         |                     | Whaddon Road, Cheltenham Spectateurs : 4 026 Arbitrage : Craig Hicks | Whaddon Road, Cheltenham Spectateurs : 4 026 Arbitrage : Craig Hicks |

| 8 août 2023 | Exeter City (3)        | 2 - 1   | Crawley Town (4) |                                                                              |                                                                              |
| 20h45       | Taylor 73e · Scott 84e | (0 - 1) | 15e Lolos        | Saint James Park, Exeter Spectateurs : 3 560 Arbitrage : Christopher Pollard | Saint James Park, Exeter Spectateurs : 3 560 Arbitrage : Christopher Pollard |
| 20h45       | Rapport                |         |                  | Saint James Park, Exeter Spectateurs : 3 560 Arbitrage : Christopher Pollard | Saint James Park, Exeter Spectateurs : 3 560 Arbitrage : Christopher Pollard |

| 8 août 2023 | Forest Green Rovers (4) | 1 - 3   | Portsmouth FC (3)                  |                                                                      |                                                                      |
| 20h45       | Tyrese Omotoye 24e      | (1 - 1) | 30e 75e (pen.) Yengi · 52e Swanson | The New Lawn, Nailsworth Spectateurs : 1 868 Arbitrage : Sam Purkiss | The New Lawn, Nailsworth Spectateurs : 1 868 Arbitrage : Sam Purkiss |
| 20h45       | Rapport                 |         |                                    | The New Lawn, Nailsworth Spectateurs : 1 868 Arbitrage : Sam Purkiss | The New Lawn, Nailsworth Spectateurs : 1 868 Arbitrage : Sam Purkiss |

| 8 août 2023 | Gillingham FC (4)              | 3 - 1   | Southampton FC (2) |                                                                            |                                                                            |
| 20h45       | Nadesan 12e · McKenzie 51e 67e | (1 - 0) | 89e Alcaraz        | Priestfield Stadium, Gillingham Spectateurs : 7 775 Arbitrage : Carl Brook | Priestfield Stadium, Gillingham Spectateurs : 7 775 Arbitrage : Carl Brook |
| 20h45       | Rapport                        |         |                    | Priestfield Stadium, Gillingham Spectateurs : 7 775 Arbitrage : Carl Brook | Priestfield Stadium, Gillingham Spectateurs : 7 775 Arbitrage : Carl Brook |

| 8 août 2023 | Milton Keynes Dons (4) | 0 - 2   | Wycombe Wanderers (3)   |                                                                      |                                                                      |
| 20h45       |                        | (0 - 0) | 73e Hanlan · 82e Forino | Stadium MK, Milton Keynes Spectateurs : 2 946 Arbitrage : James Bell | Stadium MK, Milton Keynes Spectateurs : 2 946 Arbitrage : James Bell |
| 20h45       | Rapport                |         |                         | Stadium MK, Milton Keynes Spectateurs : 2 946 Arbitrage : James Bell | Stadium MK, Milton Keynes Spectateurs : 2 946 Arbitrage : James Bell |

| 8 août 2023 | Millwall FC (2) | 0 - 4   | Reading FC (3)                                  |                                                                |                                                                |
| 20h45       |                 | (0 - 1) | 1re 51e Ehibhatiomhan · 67e Savage · 88e Camará | The Den, Londres Spectateurs : 4 738 Arbitrage : Leigh Doughty | The Den, Londres Spectateurs : 4 738 Arbitrage : Leigh Doughty |
| 20h45       | Rapport         |         |                                                 | The Den, Londres Spectateurs : 4 738 Arbitrage : Leigh Doughty | The Den, Londres Spectateurs : 4 738 Arbitrage : Leigh Doughty |

| 8 août 2023 | Plymouth Argyle (2) | 2 - 0   | Leyton Orient (3) |                                                                         |                                                                         |
| 20h45       | Waine 25e 38e       | (2 - 0) |                   | Home Park, Plymouth Spectateurs : 10 324 Arbitrage : Sunny Sukhvir Gill | Home Park, Plymouth Spectateurs : 10 324 Arbitrage : Sunny Sukhvir Gill |
| 20h45       | Rapport             |         |                   | Home Park, Plymouth Spectateurs : 10 324 Arbitrage : Sunny Sukhvir Gill | Home Park, Plymouth Spectateurs : 10 324 Arbitrage : Sunny Sukhvir Gill |

| 8 août 2023 | Stevenage FC (3)                                       | 1 - 1 4 - 3 t. a. b. | Watford FC (2)                               |                                                                             |                                                                             |
| 20h45       | Josh March 43e                                         | (1 - 1)              | 6e Bayo                                      | Broadhall Way, Stevenage Spectateurs : 4 495 Arbitrage : Charles Breakspear | Broadhall Way, Stevenage Spectateurs : 4 495 Arbitrage : Charles Breakspear |
| 20h45       | Rapport                                                |                      |                                              | Broadhall Way, Stevenage Spectateurs : 4 495 Arbitrage : Charles Breakspear | Broadhall Way, Stevenage Spectateurs : 4 495 Arbitrage : Charles Breakspear |
| 20h45       | Reid · Roberts · Forster-Caskey · MacDonald · Thompson | Tirs au but 4 - 3    | Hoedt · Sierralta · Porteous · Healey · Koné | Broadhall Way, Stevenage Spectateurs : 4 495 Arbitrage : Charles Breakspear | Broadhall Way, Stevenage Spectateurs : 4 495 Arbitrage : Charles Breakspear |

| 8 août 2023 | Sutton United (4)                | 2 - 2 6 - 5 t. a. b. | Cambridge United (3)       |                                                                            |                                                                            |
| 20h45       | Smith 38e · Beautyman 82e (pen.) | (1 - 1)              | 18e 60e (pen.) Okenabirhie | Gander Green Lane, Sutton Spectateurs : 1 761 Arbitrage : Daniel Middleton | Gander Green Lane, Sutton Spectateurs : 1 761 Arbitrage : Daniel Middleton |
| 20h45       | Rapport                          |                      |                            | Gander Green Lane, Sutton Spectateurs : 1 761 Arbitrage : Daniel Middleton | Gander Green Lane, Sutton Spectateurs : 1 761 Arbitrage : Daniel Middleton |
| 20h45       | Tirs au but 6 - 5                |                      |                            | Gander Green Lane, Sutton Spectateurs : 1 761 Arbitrage : Daniel Middleton | Gander Green Lane, Sutton Spectateurs : 1 761 Arbitrage : Daniel Middleton |

| 9 août 2023 | AFC Wimbledon (4)         | 2 - 1   | Coventry City (2) |                                                                       |                                                                       |
| 20h45       | Bugiel 86e · McLean 90+2e | (0 - 1) | 17e (pen.) Godden | Plough Lane, Wimbledon Spectateurs : 4 781 Arbitrage : Andrew Kitchen | Plough Lane, Wimbledon Spectateurs : 4 781 Arbitrage : Andrew Kitchen |
| 20h45       | Rapport                   |         |                   | Plough Lane, Wimbledon Spectateurs : 4 781 Arbitrage : Andrew Kitchen | Plough Lane, Wimbledon Spectateurs : 4 781 Arbitrage : Andrew Kitchen |

| 9 août 2023 | Bristol City (2)                                        | 5 - 1   | Oxford United (3) |                                                                          |                                                                          |
| 20h45       | Cornick 15e · Knight 35e 47e · Wells 51e · Naismith 62e | (2 - 1) | 30e Bodin         | Ashton Gate Stadium, Bristol Spectateurs : 9 661 Arbitrage : Ollie Yates | Ashton Gate Stadium, Bristol Spectateurs : 9 661 Arbitrage : Ollie Yates |
| 20h45       | Rapport                                                 |         |                   | Ashton Gate Stadium, Bristol Spectateurs : 9 661 Arbitrage : Ollie Yates | Ashton Gate Stadium, Bristol Spectateurs : 9 661 Arbitrage : Ollie Yates |

| 9 août 2023 | Cardiff City (2)             | 2 - 2 3 - 0 t. a. b. | Colchester United (4)        |                                                                           |                                                                           |
| 20h45       | Colwill 19e · Etete 35e      | (2 - 2)              | 40e Akinde · 44e Taylor      | Cardiff City Stadium, Cardiff Spectateurs : 5 158 Arbitrage : Will Finnie | Cardiff City Stadium, Cardiff Spectateurs : 5 158 Arbitrage : Will Finnie |
| 20h45       | Rapport                      |                      |                              | Cardiff City Stadium, Cardiff Spectateurs : 5 158 Arbitrage : Will Finnie | Cardiff City Stadium, Cardiff Spectateurs : 5 158 Arbitrage : Will Finnie |
| 20h45       | Colwill · Romeo · Ojo · Ugbo | Tirs au but 3 - 0    | Fevrier · Tchamadeu · Hopper | Cardiff City Stadium, Cardiff Spectateurs : 5 158 Arbitrage : Will Finnie | Cardiff City Stadium, Cardiff Spectateurs : 5 158 Arbitrage : Will Finnie |

| 9 août 2023 | Ipswich Town (2)       | 2 - 0   | Bristol Rovers (3) |                                                                   |                                                                   |
| 20h45       | Taylor 12e · Aluko 76e | (1 - 0) |                    | Portman Road, Ipswich Spectateurs : 15 047 Arbitrage : David Rock | Portman Road, Ipswich Spectateurs : 15 047 Arbitrage : David Rock |
| 20h45       | Rapport                |         |                    | Portman Road, Ipswich Spectateurs : 15 047 Arbitrage : David Rock | Portman Road, Ipswich Spectateurs : 15 047 Arbitrage : David Rock |

| 16 août 2023 | Queens Park Rangers (2) | 0 - 1   | Norwich City (2) |                                                                      |                                                                      |
| 20h45        |                         | (0 - 0) | 90+9e Rowe       | Loftus Road, Londres Spectateurs : 7 813 Arbitrage : James Linington | Loftus Road, Londres Spectateurs : 7 813 Arbitrage : James Linington |
| 20h45        | Rapport                 |         |                  | Loftus Road, Londres Spectateurs : 7 813 Arbitrage : James Linington | Loftus Road, Londres Spectateurs : 7 813 Arbitrage : James Linington |

### Deuxième tour
Le tirage au sort de ce tour est divisé sur une base géographique en sections « nord » et « sud ». Les équipes sont opposées à une équipe de la même section. Les équipes de Premier League qui ne dispute pas de compétition européennes entre en lice lors de ce tour.
Le tirage au sort a lieu le 9 août 2023.

#### Section nord
| 29 août 2023 | Bolton Wanderers (3) | 1 - 3   | Middlesbrough FC (2)                     |                                                                                      |                                                                                      |
| 20h45        | Charles 23e          | (1 - 1) | 33e Crooks · 90+1e McGree · 90+4e Rogers | University of Bolton Stadium, Horwich Spectateurs : 8 624 Arbitrage : Stephen Martin | University of Bolton Stadium, Horwich Spectateurs : 8 624 Arbitrage : Stephen Martin |
| 20h45        | Rapport              |         |                                          | University of Bolton Stadium, Horwich Spectateurs : 8 624 Arbitrage : Stephen Martin | University of Bolton Stadium, Horwich Spectateurs : 8 624 Arbitrage : Stephen Martin |

| 29 août 2023 | Port Vale (3)             | 0 - 0 2 - 0 t. a. b. | Crewe Alexandra (4)               |                                                                           |                                                                           |
| 20h45        |                           | (0 - 0)              |                                   | Vale Park, Stoke-on-Trent Spectateurs : 6 375 Arbitrage : Seb Stockbridge | Vale Park, Stoke-on-Trent Spectateurs : 6 375 Arbitrage : Seb Stockbridge |
| 20h45        | Rapport                   |                      |                                   | Vale Park, Stoke-on-Trent Spectateurs : 6 375 Arbitrage : Seb Stockbridge | Vale Park, Stoke-on-Trent Spectateurs : 6 375 Arbitrage : Seb Stockbridge |
| 20h45        | Wilson · Arblaster · Sang | Tirs au but 2 - 0    | Nevitt · Long · Adebisi · Tabiner | Vale Park, Stoke-on-Trent Spectateurs : 6 375 Arbitrage : Seb Stockbridge | Vale Park, Stoke-on-Trent Spectateurs : 6 375 Arbitrage : Seb Stockbridge |

| 29 août 2023 | Sheffield Wednesday (2)                              | 1 - 1 4 - 5 t. a. b. | Mansfield Town (4)                                   |                                                                             |                                                                             |
| 20h45        | Musaba 28e                                           | (1 - 0)              | 85e Oates                                            | Hillsborough, Sheffield Spectateurs : 10 724 Arbitrage : Sunny Sukhvir Gill | Hillsborough, Sheffield Spectateurs : 10 724 Arbitrage : Sunny Sukhvir Gill |
| 20h45        | Rapport                                              |                      |                                                      | Hillsborough, Sheffield Spectateurs : 10 724 Arbitrage : Sunny Sukhvir Gill | Hillsborough, Sheffield Spectateurs : 10 724 Arbitrage : Sunny Sukhvir Gill |
| 20h45        | Smith · Windass · Bannan · Vaulks · Gregory · Palmer | Tirs au but 4 - 5    | Bowery · Maris · Keillor-Dunn · Swan · Oates · Flint | Hillsborough, Sheffield Spectateurs : 10 724 Arbitrage : Sunny Sukhvir Gill | Hillsborough, Sheffield Spectateurs : 10 724 Arbitrage : Sunny Sukhvir Gill |

| 29 août 2023 | Stoke City (2)                                                     | 6 - 1   | Rotherham United (2) |                                                                                  |                                                                                  |
| 20h45        | Burger 2e · Mmaee 18e · Laurent 29e 55e · Campbell 43e · Léris 72e | (4 - 1) | 22e Morrison         | Bet365 Stadium, Stoke-on-Trent Spectateurs : 9 410 Arbitrage : Michael Salisbury | Bet365 Stadium, Stoke-on-Trent Spectateurs : 9 410 Arbitrage : Michael Salisbury |
| 20h45        | Rapport                                                            |         |                      | Bet365 Stadium, Stoke-on-Trent Spectateurs : 9 410 Arbitrage : Michael Salisbury | Bet365 Stadium, Stoke-on-Trent Spectateurs : 9 410 Arbitrage : Michael Salisbury |

| 29 août 2023 | Tranmere Rovers (4) | 0 - 2   | Leicester City (2)    |                                                                    |                                                                    |
| 20h45        |                     | (0 - 0) | 55e Ndidi · 59e Vardy | Prenton Park, Birkenhead Spectateurs : 6 610 Arbitrage : Ben Toner | Prenton Park, Birkenhead Spectateurs : 6 610 Arbitrage : Ben Toner |
| 20h45        | Rapport             |         |                       | Prenton Park, Birkenhead Spectateurs : 6 610 Arbitrage : Ben Toner | Prenton Park, Birkenhead Spectateurs : 6 610 Arbitrage : Ben Toner |

| 29 août 2023 | Wolverhampton Wanderers (1)                              | 5 - 0   | Blackpool FC (3) |                                                            |                                                            |
| 20h45        | Kalajdžić 10e · Silva 25e · Doherty 60e 66e · Fraser 84e | (2 - 0) |                  | Molineux Stadium, Wolverhampton Arbitrage : Jarred Gillett | Molineux Stadium, Wolverhampton Arbitrage : Jarred Gillett |
| 20h45        | Rapport                                                  |         |                  | Molineux Stadium, Wolverhampton Arbitrage : Jarred Gillett | Molineux Stadium, Wolverhampton Arbitrage : Jarred Gillett |

| 29 août 2023 | Wrexham AFC (4)                        | 1 - 1 3 - 4 t. a. b. | Bradford City (4)                                    |                                                                        |                                                                        |
| 20h45        | Boyle 72e                              | (0 - 1)              | 3e (pen.) Smith                                      | Racecourse Ground, Wrexham Spectateurs : 9 816 Arbitrage : Ben Speedie | Racecourse Ground, Wrexham Spectateurs : 9 816 Arbitrage : Ben Speedie |
| 20h45        | Rapport                                |                      |                                                      | Racecourse Ground, Wrexham Spectateurs : 9 816 Arbitrage : Ben Speedie | Racecourse Ground, Wrexham Spectateurs : 9 816 Arbitrage : Ben Speedie |
| 20h45        | Young · Lee · Palmer · McClean · Jones | Tirs au but 3 - 4    | Derbyshire · Smallwood · Wilson · Halliday · Oyegoke | Racecourse Ground, Wrexham Spectateurs : 9 816 Arbitrage : Ben Speedie | Racecourse Ground, Wrexham Spectateurs : 9 816 Arbitrage : Ben Speedie |

| 29 août 2023 | Salford City (4)                                                                               | 1 - 1 9 - 8 t. a. b. | Leeds United (2)                                                                                            |                                                                    |                                                                    |
| 21h00        | Smith 34e                                                                                      | (1 - 0)              | | Moor Lane, Salford Spectateurs : 3 147 Arbitrage : Oliver Langford | Moor Lane, Salford Spectateurs : 3 147 Arbitrage : Oliver Langford |
| 21h00        | Rapport                                                                                        |                      | | Moor Lane, Salford Spectateurs : 3 147 Arbitrage : Oliver Langford | Moor Lane, Salford Spectateurs : 3 147 Arbitrage : Oliver Langford |
| 21h00        | Mallan · McAleny · Ryan Watson · Dackers · McLennan · Lund · Bolton · Mariappa · Tilt · Ashley | Tirs au but 9 - 8    | Greenwood · Struijk · Rutter · Gnonto · Sinisterra · Hjelde · Cresswell · Ampadu · Summerville · Shackleton | Moor Lane, Salford Spectateurs : 3 147 Arbitrage : Oliver Langford | Moor Lane, Salford Spectateurs : 3 147 Arbitrage : Oliver Langford |

| 30 août 2023 | Harrogate Town (4) | 0 - 8   | Blackburn Rovers (2)                                                                                                |                                                                      |                                                                      |
| 20h45        |                    | (0 - 4) | 10e Garrett · 13e Gallagher · 34e 52e (pen.) Buckley · 45+1e Markanday · 67e Gilsenan · 72e Bloxham · 75e Edmondson | Wetherby Road, Harrogate Spectateurs : 2 653 Arbitrage : Will Finnie | Wetherby Road, Harrogate Spectateurs : 2 653 Arbitrage : Will Finnie |
| 20h45        | Rapport            |         | | Wetherby Road, Harrogate Spectateurs : 2 653 Arbitrage : Will Finnie | Wetherby Road, Harrogate Spectateurs : 2 653 Arbitrage : Will Finnie |

| 30 août 2023 | Nottingham Forest (1) | 0 - 1   | Burnley FC (1) |                                                                        |                                                                        |
| 20h45        |                       | (0 - 0) | 90e Amdouni    | City Ground, Nottingham Spectateurs : 27 766 Arbitrage : Robert Madley | City Ground, Nottingham Spectateurs : 27 766 Arbitrage : Robert Madley |
| 20h45        | Rapport               |         |                | City Ground, Nottingham Spectateurs : 27 766 Arbitrage : Robert Madley | City Ground, Nottingham Spectateurs : 27 766 Arbitrage : Robert Madley |

| 30 août 2023 | Sheffield United (1)                    | 0 - 0 2 - 3 t. a. b. | Lincoln City (3)                        |                                                                       |                                                                       |
| 20h45        |                                         | (0 - 0)              |                                         | Bramall Lane, Sheffield Spectateurs : 11 040 Arbitrage : Paul Tierney | Bramall Lane, Sheffield Spectateurs : 11 040 Arbitrage : Paul Tierney |
| 20h45        | Rapport                                 |                      |                                         | Bramall Lane, Sheffield Spectateurs : 11 040 Arbitrage : Paul Tierney | Bramall Lane, Sheffield Spectateurs : 11 040 Arbitrage : Paul Tierney |
| 20h45        | Norwood · Marsh · Osula · Traoré · Egan | Tirs au but 2 - 3    | Mandroiu · Bishop · Hamilton · Sørensen | Bramall Lane, Sheffield Spectateurs : 11 040 Arbitrage : Paul Tierney | Bramall Lane, Sheffield Spectateurs : 11 040 Arbitrage : Paul Tierney |

| 30 août 2023 | Doncaster Rovers (4) | 1 - 2   | Everton FC (1)         |                                                                         |                                                                         |
| 21h00        | Joe Ironside 44e     | (1 - 0) | 73e Beto · 88e Danjuma | Keepmoat Stadium, Doncaster Spectateurs : 11 430 Arbitrage : Tom Reeves | Keepmoat Stadium, Doncaster Spectateurs : 11 430 Arbitrage : Tom Reeves |
| 21h00        | Rapport              |         |                        | Keepmoat Stadium, Doncaster Spectateurs : 11 430 Arbitrage : Tom Reeves | Keepmoat Stadium, Doncaster Spectateurs : 11 430 Arbitrage : Tom Reeves |

#### Section sud
| 29 août 2023 | Birmingham City (2) | 1 - 3   | Cardiff City (2)                      |                                                                        |                                                                        |
| 20h45        | Hogan 70e           | (0 - 1) | 3e Colwill · 68e Wintle · 90+4e Etete | St Andrew's, Birmingham Spectateurs : 11 405 Arbitrage : Leigh Doughty | St Andrew's, Birmingham Spectateurs : 11 405 Arbitrage : Leigh Doughty |
| 20h45        | Rapport             |         |                                       | St Andrew's, Birmingham Spectateurs : 11 405 Arbitrage : Leigh Doughty | St Andrew's, Birmingham Spectateurs : 11 405 Arbitrage : Leigh Doughty |

| 29 août 2023 | Bristol City (2) | 0 - 1   | Norwich City (2) |                                                                          |                                                                          |
| 20h45        |                  | (0 - 0) | 49e Płacheta     | Ashton Gate Stadium, Bristol Spectateurs : 9 408 Arbitrage : Sam Allison | Ashton Gate Stadium, Bristol Spectateurs : 9 408 Arbitrage : Sam Allison |
| 20h45        | Rapport          |         |                  | Ashton Gate Stadium, Bristol Spectateurs : 9 408 Arbitrage : Sam Allison | Ashton Gate Stadium, Bristol Spectateurs : 9 408 Arbitrage : Sam Allison |

| 29 août 2023 | Exeter City (3)                               | 1 - 1 5 - 3 t. a. b. | Stevenage FC (3)                  |                                                                         |                                                                         |
| 20h45        | Hartridge 5e                                  | (1 - 0)              | 69e Roberts                       | Saint James Park, Exeter Spectateurs : 4 006 Arbitrage : Andrew Kitchen | Saint James Park, Exeter Spectateurs : 4 006 Arbitrage : Andrew Kitchen |
| 20h45        | Rapport                                       |                      |                                   | Saint James Park, Exeter Spectateurs : 4 006 Arbitrage : Andrew Kitchen | Saint James Park, Exeter Spectateurs : 4 006 Arbitrage : Andrew Kitchen |
| 20h45        | Trevitt · Carroll · Aimson · Taylor · Sweeney | Tirs au but 5 - 3    | Reid · Roberts · Butler · Sweeney | Saint James Park, Exeter Spectateurs : 4 006 Arbitrage : Andrew Kitchen | Saint James Park, Exeter Spectateurs : 4 006 Arbitrage : Andrew Kitchen |

| 29 août 2023 | Fulham FC (1)                                | 1 - 1 5 - 3 t. a. b. | Tottenham Hotspur (1)                 |                                                |                                                |
| 20h45        | van de Ven 19e (csc)                         | (1 - 0)              | 56e Richarlison                       | Craven Cottage, Londres Arbitrage : Josh Smith | Craven Cottage, Londres Arbitrage : Josh Smith |
| 20h45        | Rapport                                      |                      |                                       | Craven Cottage, Londres Arbitrage : Josh Smith | Craven Cottage, Londres Arbitrage : Josh Smith |
| 20h45        | Pereira · Jiménez · Wilson · Palhinha · Tete | Tirs au but 5 - 3    | Son · Kulusevski · Sánchez · Maddison | Craven Cottage, Londres Arbitrage : Josh Smith | Craven Cottage, Londres Arbitrage : Josh Smith |

| 29 août 2023 | Luton Town (1)                       | 3 - 2   | Gillingham FC (4)        |                                                                       |                                                                       |
| 20h45        | Brown 2e · Doughty 28e · Woodrow 66e | (2 - 0) | 55e Clarke · 88e Nichols | Kenilworth Road, Luton Spectateurs : 9 468 Arbitrage : Jeremy Simpson | Kenilworth Road, Luton Spectateurs : 9 468 Arbitrage : Jeremy Simpson |
| 20h45        | Rapport                              |         |                          | Kenilworth Road, Luton Spectateurs : 9 468 Arbitrage : Jeremy Simpson | Kenilworth Road, Luton Spectateurs : 9 468 Arbitrage : Jeremy Simpson |

| 29 août 2023 | Newport County (4)    | 1 - 1 0 - 3 t. a. b. | Brentford FC (1)              |                                                                     |                                                                     |
| 20h45        | Rai 90+6e             | (0 - 0)              | 87e Jensen                    | Rodney Parade, Newport Spectateurs : 5 916 Arbitrage : Scott Oldham | Rodney Parade, Newport Spectateurs : 5 916 Arbitrage : Scott Oldham |
| 20h45        | Rapport               |                      |                               | Rodney Parade, Newport Spectateurs : 5 916 Arbitrage : Scott Oldham | Rodney Parade, Newport Spectateurs : 5 916 Arbitrage : Scott Oldham |
| 20h45        | Lewis · Wood · Morris | Tirs au but 0 - 3    | Mbeumo · Wissa · Lewis-Potter | Rodney Parade, Newport Spectateurs : 5 916 Arbitrage : Scott Oldham | Rodney Parade, Newport Spectateurs : 5 916 Arbitrage : Scott Oldham |

| 29 août 2023 | Plymouth Argyle (2)   | 2 - 4   | Crystal Palace (1)               |                                                                      |                                                                      |
| 20h45        | Waine 6e · Cundle 46e | (1 - 0) | 58e Édouard · 61e 62e 83e Mateta | Home Park, Plymouth Spectateurs : 15 826 Arbitrage : Dean Whitestone | Home Park, Plymouth Spectateurs : 15 826 Arbitrage : Dean Whitestone |
| 20h45        | Rapport               |         |                                  | Home Park, Plymouth Spectateurs : 15 826 Arbitrage : Dean Whitestone | Home Park, Plymouth Spectateurs : 15 826 Arbitrage : Dean Whitestone |

| 29 août 2023 | Portsmouth FC (3)                                   | 1 - 1 4 - 5 t. a. b. | Peterborough United (3)                                            |                                                                             |                                                                             |
| 20h45        | Saydee 55e                                          | (0 - 1)              | 29e Ajiboye                                                        | Fratton Park, Portsmouth Spectateurs : 6 594 Arbitrage : Charles Breakspear | Fratton Park, Portsmouth Spectateurs : 6 594 Arbitrage : Charles Breakspear |
| 20h45        | Rapport                                             |                      |                                                                    | Fratton Park, Portsmouth Spectateurs : 6 594 Arbitrage : Charles Breakspear | Fratton Park, Portsmouth Spectateurs : 6 594 Arbitrage : Charles Breakspear |
| 20h45        | Bishop · Raggett · Pack · Saydee · Kamara · Morrell | Tirs au but 4 - 5    | Josh Knight · De Havilland · Tomlinson · Jones · Corbett · Ajiboye | Fratton Park, Portsmouth Spectateurs : 6 594 Arbitrage : Charles Breakspear | Fratton Park, Portsmouth Spectateurs : 6 594 Arbitrage : Charles Breakspear |

| 29 août 2023 | Swansea City (2)         | 2 - 3   | AFC Bournemouth (1)                      |                                                                           |                                                                           |
| 20h45        | Grimes 9e · Paterson 79e | (1 - 0) | 55e Brooks · 68e Traorè · 90+1e Christie | Swansea.com Stadium, Swansea Spectateurs : 8 785 Arbitrage : Matt Donohue | Swansea.com Stadium, Swansea Spectateurs : 8 785 Arbitrage : Matt Donohue |
| 20h45        | Rapport                  |         |                                          | Swansea.com Stadium, Swansea Spectateurs : 8 785 Arbitrage : Matt Donohue | Swansea.com Stadium, Swansea Spectateurs : 8 785 Arbitrage : Matt Donohue |

| 29 août 2023 | Wycombe Wanderers (3) | 0 - 1   | Sutton United (4) |                                                          |                                                          |
| 20h45        |                       | (0 - 0) | 19e O'Brien       | Adams Park, High Wycombe Arbitrage : Christopher Pollard | Adams Park, High Wycombe Arbitrage : Christopher Pollard |
| 20h45        | Rapport               |         |                   | Adams Park, High Wycombe Arbitrage : Christopher Pollard | Adams Park, High Wycombe Arbitrage : Christopher Pollard |

| 29 août 2023 | Reading FC (3)                        | 2 - 2 1 - 3 t. a. b. | Ipswich Town (2)                 |                                                                       |                                                                       |
| 21h00        | Williams 2e (csc) · Ehibhatiomhan 87e | (1 - 1)              | 45+5e Humphreys · 59e Ladapo     | Madejski Stadium, Reading Spectateurs : 7 867 Arbitrage : Lewis Smith | Madejski Stadium, Reading Spectateurs : 7 867 Arbitrage : Lewis Smith |
| 21h00        | Rapport                               |                      |                                  | Madejski Stadium, Reading Spectateurs : 7 867 Arbitrage : Lewis Smith | Madejski Stadium, Reading Spectateurs : 7 867 Arbitrage : Lewis Smith |
| 21h00        | Knibbs · Savage · Vickers · Elliott   | Tirs au but 1 - 3    | Chaplin · Evans · Aluko · Taylor | Madejski Stadium, Reading Spectateurs : 7 867 Arbitrage : Lewis Smith | Madejski Stadium, Reading Spectateurs : 7 867 Arbitrage : Lewis Smith |

| 30 août 2023 | Chelsea FC (1)                | 2 - 1   | AFC Wimbledon (4) |                                                                           |                                                                           |
| 21h00        | Madueke 45+1e · Fernández 72e | (1 - 1) | 19e (pen.) Tilley | Stamford Bridge, Londres Spectateurs : 37 794 Arbitrage : Tony Harrington | Stamford Bridge, Londres Spectateurs : 37 794 Arbitrage : Tony Harrington |
| 21h00        | Rapport                       |         |                   | Stamford Bridge, Londres Spectateurs : 37 794 Arbitrage : Tony Harrington | Stamford Bridge, Londres Spectateurs : 37 794 Arbitrage : Tony Harrington |

### Troisième tour (1/16 de finale)
Le tirage au sort a lieu le 30 août 2023.
| 26 septembre 2023 | Bradford City (4) | 0 - 2   | Middlesbrough FC (2)  |                                                                    |                                                                    |
| 20h45             |                   | (0 - 1) | 21e Lath · 54e Rogers | Valley Parade, Bradford Spectateurs : 15 754 Arbitrage : Tom Nield | Valley Parade, Bradford Spectateurs : 15 754 Arbitrage : Tom Nield |
| 20h45             | Rapport           |         |                       | Valley Parade, Bradford Spectateurs : 15 754 Arbitrage : Tom Nield | Valley Parade, Bradford Spectateurs : 15 754 Arbitrage : Tom Nield |

| 26 septembre 2023 | Exeter City (3) | 1 - 0   | Luton Town (1) |                                                                     |                                                                     |
| 20h45             | Mitchell 83e    | (0 - 0) |                | Saint James Park, Exeter Spectateurs : 7 360 Arbitrage : James Bell | Saint James Park, Exeter Spectateurs : 7 360 Arbitrage : James Bell |
| 20h45             | Rapport         |         |                | Saint James Park, Exeter Spectateurs : 7 360 Arbitrage : James Bell | Saint James Park, Exeter Spectateurs : 7 360 Arbitrage : James Bell |

| 26 septembre 2023 | Ipswich Town (2)                         | 3 - 2   | Wolverhampton Wanderers (1) |                                                                       |                                                                       |
| 20h45             | Hutchinson 28e · Ladapo 39e · Taylor 58e | (2 - 2) | 4e Hwang · 15e Toti         | Portman Road, Ipswich Spectateurs : 20 286 Arbitrage : Samuel Barrott | Portman Road, Ipswich Spectateurs : 20 286 Arbitrage : Samuel Barrott |
| 20h45             | Rapport                                  |         |                             | Portman Road, Ipswich Spectateurs : 20 286 Arbitrage : Samuel Barrott | Portman Road, Ipswich Spectateurs : 20 286 Arbitrage : Samuel Barrott |

| 26 septembre 2023 | Mansfield Town (4)                             | 2 - 2 3 - 1 t. a. b. | Peterborough United (3)                        |                                                                       |                                                                       |
| 20h45             | Swan 5e (pen.) · Akins 90+3e (pen.)            | (1 - 1)              | 30e 47e Clarke-Harris                          | Field Mill, Mansfield Spectateurs : 4 372 Arbitrage : Seb Stockbridge | Field Mill, Mansfield Spectateurs : 4 372 Arbitrage : Seb Stockbridge |
| 20h45             | Rapport                                        |                      |                                                | Field Mill, Mansfield Spectateurs : 4 372 Arbitrage : Seb Stockbridge | Field Mill, Mansfield Spectateurs : 4 372 Arbitrage : Seb Stockbridge |
| 20h45             | Akins · Bowery · Flint · Clarke · Keillor-Dunn | Tirs au but 3 - 1    | Clarke-Harris · Edwards · Mason-Clark · Knight | Field Mill, Mansfield Spectateurs : 4 372 Arbitrage : Seb Stockbridge | Field Mill, Mansfield Spectateurs : 4 372 Arbitrage : Seb Stockbridge |

| 26 septembre 2023 | Port Vale (3)        | 2 - 1   | Sutton United (4) |                                                                       |                                                                       |
| 20h45             | Thomas 49e · Ojo 83e | (0 - 0) | 70e Kasimu        | Vale Park, Stoke-on-Trent Spectateurs : 4 113 Arbitrage : Will Finnie | Vale Park, Stoke-on-Trent Spectateurs : 4 113 Arbitrage : Will Finnie |
| 20h45             | Rapport              |         |                   | Vale Park, Stoke-on-Trent Spectateurs : 4 113 Arbitrage : Will Finnie | Vale Park, Stoke-on-Trent Spectateurs : 4 113 Arbitrage : Will Finnie |

| 26 septembre 2023 | Salford City (4) | 0 - 4   | Burnley FC (1)                                          |                                                                      |                                                                      |
| 20h45             |                  | (0 - 3) | 12e Berge · 20e Bruun Larsen · 27e O'Shea · 81e Odobert | Moor Lane, Salford Spectateurs : 3 305 Arbitrage : Anthony Backhouse | Moor Lane, Salford Spectateurs : 3 305 Arbitrage : Anthony Backhouse |
| 20h45             | Rapport          |         |                                                         | Moor Lane, Salford Spectateurs : 3 305 Arbitrage : Anthony Backhouse | Moor Lane, Salford Spectateurs : 3 305 Arbitrage : Anthony Backhouse |

| 26 septembre 2023 | Manchester United (1)                     | 3 - 0   | Crystal Palace (1) |                                                        |                                                        |
| 21h00             | Garnacho 21e · Casemiro 27e · Martial 55e | (2 - 0) |                    | Old Trafford, Manchester Arbitrage : Michael Salisbury | Old Trafford, Manchester Arbitrage : Michael Salisbury |
| 21h00             | Rapport                                   |         |                    | Old Trafford, Manchester Arbitrage : Michael Salisbury | Old Trafford, Manchester Arbitrage : Michael Salisbury |

| 27 septembre 2023 | Aston Villa (1) | 1 - 2   | Everton FC (1)                 |                                                    |                                                    |
| 20h45             | Kamara 83e      | (0 - 1) | 15e Garner · 50e Calvert-Lewin | Villa Park, Birmingham Arbitrage : Tony Harrington | Villa Park, Birmingham Arbitrage : Tony Harrington |
| 20h45             | Rapport         |         |                                | Villa Park, Birmingham Arbitrage : Tony Harrington | Villa Park, Birmingham Arbitrage : Tony Harrington |

| 27 septembre 2023 | Blackburn Rovers (2)                                         | 5 - 2   | Cardiff City (2)           |                                                                      |                                                                      |
| 20h45             | Garrett 13e · Sigurðsson 36e · Moran 49e 54e · Markanday 69e | (2 - 2) | 18e Robinson · 45+3e Etete | Ewood Park, Blackburn Spectateurs : 5 371 Arbitrage : Andrew Kitchen | Ewood Park, Blackburn Spectateurs : 5 371 Arbitrage : Andrew Kitchen |
| 20h45             | Rapport                                                      |         |                            | Ewood Park, Blackburn Spectateurs : 5 371 Arbitrage : Andrew Kitchen | Ewood Park, Blackburn Spectateurs : 5 371 Arbitrage : Andrew Kitchen |

| 27 septembre 2023 | AFC Bournemouth (1)        | 2 - 0   | Stoke City (2) |                                                  |                                                  |
| 20h45             | Solanke 51e · Rothwell 54e | (0 - 0) |                | Dean Court, Bournemouth Arbitrage : Graham Scott | Dean Court, Bournemouth Arbitrage : Graham Scott |
| 20h45             | Rapport                    |         |                | Dean Court, Bournemouth Arbitrage : Graham Scott | Dean Court, Bournemouth Arbitrage : Graham Scott |

| 27 septembre 2023 | Brentford FC (1) | 0 - 1   | Arsenal FC (1) |                                                                                 |                                                                                 |
| 20h45             |                  | (0 - 1) | 8e Nelson      | Gtech Community Stadium, Brentford Spectateurs : 16 688 Arbitrage : Darren Bond | Gtech Community Stadium, Brentford Spectateurs : 16 688 Arbitrage : Darren Bond |
| 20h45             | Rapport          |         |                | Gtech Community Stadium, Brentford Spectateurs : 16 688 Arbitrage : Darren Bond | Gtech Community Stadium, Brentford Spectateurs : 16 688 Arbitrage : Darren Bond |

| 27 septembre 2023 | Chelsea FC (1) | 1 - 0   | Brighton & Hove Albion (1) |                                                                          |                                                                          |
| 20h45             | Jackson 50e    | (0 - 0) |                            | Stamford Bridge, Londres Spectateurs : 37 516 Arbitrage : Thomas Bramall | Stamford Bridge, Londres Spectateurs : 37 516 Arbitrage : Thomas Bramall |
| 20h45             | Rapport        |         |                            | Stamford Bridge, Londres Spectateurs : 37 516 Arbitrage : Thomas Bramall | Stamford Bridge, Londres Spectateurs : 37 516 Arbitrage : Thomas Bramall |

| 27 septembre 2023 | Fulham FC (1)            | 2 - 1   | Norwich City (2) |                                                                       |                                                                       |
| 20h45             | Vinícius 12e · Iwobi 72e | (1 - 0) | 75e Sainz        | Craven Cottage, Londres Spectateurs : 12 831 Arbitrage : Craig Pawson | Craven Cottage, Londres Spectateurs : 12 831 Arbitrage : Craig Pawson |
| 20h45             | Rapport                  |         |                  | Craven Cottage, Londres Spectateurs : 12 831 Arbitrage : Craig Pawson | Craven Cottage, Londres Spectateurs : 12 831 Arbitrage : Craig Pawson |

| 27 septembre 2023 | Lincoln City (3) | 0 - 1   | West Ham United (1) |                                                                  |                                                                  |
| 20h45             |                  | (0 - 0) | 70e Souček          | Sincil Bank, Lincoln Spectateurs : 10 168 Arbitrage : Josh Smith | Sincil Bank, Lincoln Spectateurs : 10 168 Arbitrage : Josh Smith |
| 20h45             | Rapport          |         |                     | Sincil Bank, Lincoln Spectateurs : 10 168 Arbitrage : Josh Smith | Sincil Bank, Lincoln Spectateurs : 10 168 Arbitrage : Josh Smith |

| 27 septembre 2023 | Liverpool FC (1)                      | 3 - 1   | Leicester City (2) |                                                                  |                                                                  |
| 20h45             | Gakpo 48e · Szoboszlai 70e · Jota 89e | (0 - 1) | 3e McAteer         | Anfield, Liverpool Spectateurs : 49 732 Arbitrage : Tim Robinson | Anfield, Liverpool Spectateurs : 49 732 Arbitrage : Tim Robinson |
| 20h45             | Rapport                               |         |                    | Anfield, Liverpool Spectateurs : 49 732 Arbitrage : Tim Robinson | Anfield, Liverpool Spectateurs : 49 732 Arbitrage : Tim Robinson |

| 27 septembre 2023 | Newcastle United (1) | 1 - 0   | Manchester City (1) |                                                                                     |                                                                                     |
| 21h00             | Isak 53e             | (0 - 0) |                     | St James' Park, Newcastle upon Tyne Spectateurs : 51 692 Arbitrage : Chris Kavanagh | St James' Park, Newcastle upon Tyne Spectateurs : 51 692 Arbitrage : Chris Kavanagh |
| 21h00             | Rapport              |         |                     | St James' Park, Newcastle upon Tyne Spectateurs : 51 692 Arbitrage : Chris Kavanagh | St James' Park, Newcastle upon Tyne Spectateurs : 51 692 Arbitrage : Chris Kavanagh |

### Quatrième tour (1/8 de finale)
Le tirage au sort a lieu le 27 septembre 2023.
| 31 octobre 2023 | Exeter City (3) | 2 - 3   | Middlesbrough FC (2)                             |                                                                       |                                                                       |
| 20h45           | Trevitt 13e 66e | (1 - 0) | 49e Rogers · 59e Silvera · 82e (pen.) Latte Lath | Saint James Park, Exeter Spectateurs : 7 601 Arbitrage : Graham Scott | Saint James Park, Exeter Spectateurs : 7 601 Arbitrage : Graham Scott |
| 20h45           | Rapport         |         |                                                  | Saint James Park, Exeter Spectateurs : 7 601 Arbitrage : Graham Scott | Saint James Park, Exeter Spectateurs : 7 601 Arbitrage : Graham Scott |

| 31 octobre 2023 | Mansfield Town (4) | 0 - 1   | Port Vale (3) |                                                                      |                                                                      |
| 20h45           |                    | (0 - 0) | 50e Devine    | Field Mill, Mansfield Spectateurs : 7 432 Arbitrage : Thomas Bramall | Field Mill, Mansfield Spectateurs : 7 432 Arbitrage : Thomas Bramall |
| 20h45           | Rapport            |         |               | Field Mill, Mansfield Spectateurs : 7 432 Arbitrage : Thomas Bramall | Field Mill, Mansfield Spectateurs : 7 432 Arbitrage : Thomas Bramall |

| 1er novembre 2023 | West Ham United (1)                     | 3 - 1   | Arsenal FC (1) |                                                    |                                                    |
| 20h30             | White 16e (csc) · Kudus 50e · Bowen 60e | (1 - 0) | 90+6e Ødegaard | Stade de Londres, Londres Arbitrage : Simon Hooper | Stade de Londres, Londres Arbitrage : Simon Hooper |
| 20h30             | Rapport                                 |         |                | Stade de Londres, Londres Arbitrage : Simon Hooper | Stade de Londres, Londres Arbitrage : Simon Hooper |

| 1er novembre 2023 | Everton FC (1)                          | 3 - 0   | Burnley FC (1) |                                                                             |                                                                             |
| 20h45             | Tarkowski 13e · Onana 53e · Young 90+2e | (1 - 0) |                | Goodison Park, Liverpool Spectateurs : 38 841 Arbitrage : Michael Salisbury | Goodison Park, Liverpool Spectateurs : 38 841 Arbitrage : Michael Salisbury |
| 20h45             | Rapport                                 |         |                | Goodison Park, Liverpool Spectateurs : 38 841 Arbitrage : Michael Salisbury | Goodison Park, Liverpool Spectateurs : 38 841 Arbitrage : Michael Salisbury |

| 1er novembre 2023 | AFC Bournemouth (1) | 1 - 2   | Liverpool FC (1)      |                                                                      |                                                                      |
| 20h45             | Kluivert 64e        | (0 - 1) | 31e Gakpo · 70e Núñez | Dean Court, Bournemouth Spectateurs : 11 116 Arbitrage : John Brooks | Dean Court, Bournemouth Spectateurs : 11 116 Arbitrage : John Brooks |
| 20h45             | Rapport             |         |                       | Dean Court, Bournemouth Spectateurs : 11 116 Arbitrage : John Brooks | Dean Court, Bournemouth Spectateurs : 11 116 Arbitrage : John Brooks |

| 1er novembre 2023 | Chelsea FC (1)                | 2 - 0   | Blackburn Rovers (2) |                                                                        |                                                                        |
| 20h45             | Badiashile 30e · Sterling 59e | (1 - 0) |                      | Stamford Bridge, Londres Spectateurs : 39 548 Arbitrage : Tim Robinson | Stamford Bridge, Londres Spectateurs : 39 548 Arbitrage : Tim Robinson |
| 20h45             | Rapport                       |         |                      | Stamford Bridge, Londres Spectateurs : 39 548 Arbitrage : Tim Robinson | Stamford Bridge, Londres Spectateurs : 39 548 Arbitrage : Tim Robinson |

| 1er novembre 2023 | Ipswich Town (2) | 1 - 3   | Fulham FC (1)                       |                                                                    |                                                                    |
| 20h45             | Baggott 79e      | (0 - 1) | 9e Wilson · 50e Muniz · 77e Cairney | Portman Road, Ipswich Spectateurs : 28 221 Arbitrage : Lewis Smith | Portman Road, Ipswich Spectateurs : 28 221 Arbitrage : Lewis Smith |
| 20h45             | Rapport          |         |                                     | Portman Road, Ipswich Spectateurs : 28 221 Arbitrage : Lewis Smith | Portman Road, Ipswich Spectateurs : 28 221 Arbitrage : Lewis Smith |

| 1er novembre 2023 | Manchester United (1) | 0 - 3   | Newcastle United (1)                 |                                                                        |                                                                        |
| 21h15             |                       | (0 - 2) | 29e Almirón · 36e Hall · 61e Willock | Old Trafford, Manchester Spectateurs : 72 484 Arbitrage : Robert Jones | Old Trafford, Manchester Spectateurs : 72 484 Arbitrage : Robert Jones |
| 21h15             | Rapport               |         |                                      | Old Trafford, Manchester Spectateurs : 72 484 Arbitrage : Robert Jones | Old Trafford, Manchester Spectateurs : 72 484 Arbitrage : Robert Jones |

### Cinquième tour (1/4 de finale)
| 19 décembre 2023 | Everton FC (1)                                                       | 1 - 1       | Fulham FC (1)                                                                           |                                                                        |                                                                        |
| 20h45            | Beto 82e                                                             | (0 - 1)     | 41e (csc) Keane                                                                         | Goodison Park, Liverpool Spectateurs : 38 715 Arbitrage : Graham Scott | Goodison Park, Liverpool Spectateurs : 38 715 Arbitrage : Graham Scott |
| 20h45            | Rapport                                                              |             |                                                                                         | Goodison Park, Liverpool Spectateurs : 38 715 Arbitrage : Graham Scott | Goodison Park, Liverpool Spectateurs : 38 715 Arbitrage : Graham Scott |
| 20h45            | Beto · McNeil · Keane · Danjuma · Onana · Tarkowski · Garner · Gueye | Tirs au but | Pereira · Cairney · Palhinha · Decordova-Reid · Vinícius · Tete · Robinson · Adarabioyo | Goodison Park, Liverpool Spectateurs : 38 715 Arbitrage : Graham Scott | Goodison Park, Liverpool Spectateurs : 38 715 Arbitrage : Graham Scott |

| 19 décembre 2023 | Port Vale (3) | 0 - 3   | Middlesbrough FC (2)                 |                                                                              |                                                                              |
| 20h45            |               | (0 - 2) | 11e Howson · 23e Rogers · 53e Crooks | Vale Park, Stoke-on-Trent Spectateurs : 12 006 Arbitrage : Michael Salisbury | Vale Park, Stoke-on-Trent Spectateurs : 12 006 Arbitrage : Michael Salisbury |
| 20h45            | Rapport       |         |                                      | Vale Park, Stoke-on-Trent Spectateurs : 12 006 Arbitrage : Michael Salisbury | Vale Park, Stoke-on-Trent Spectateurs : 12 006 Arbitrage : Michael Salisbury |

| 19 décembre 2023 | Chelsea FC (1)                       | 1 - 1 4 - 2 t. a. b. | Newcastle United (1)                    |                                                                          |                                                                          |
| 21h00            | Mudryk 90+2e                         | (0 - 1)              |                                         | Stamford Bridge, Londres Spectateurs : 38 058 Arbitrage : Jarred Gillett | Stamford Bridge, Londres Spectateurs : 38 058 Arbitrage : Jarred Gillett |
| 21h00            | Rapport                              |                      |                                         | Stamford Bridge, Londres Spectateurs : 38 058 Arbitrage : Jarred Gillett | Stamford Bridge, Londres Spectateurs : 38 058 Arbitrage : Jarred Gillett |
| 21h00            | Palmer · Gallagher · Nkunku · Mudryk | Tirs au but 4 - 2    | Wilson · Trippier · Guimarães · Ritchie | Stamford Bridge, Londres Spectateurs : 38 058 Arbitrage : Jarred Gillett | Stamford Bridge, Londres Spectateurs : 38 058 Arbitrage : Jarred Gillett |

| 20 décembre 2023 | Liverpool FC (1)                                       | 5 - 1   | West Ham United (1) |                                                                  |                                                                  |
| 21h00            | Szoboszlai 28e · Jones 56e 84e · Gakpo 71e · Salah 82e | (1 - 0) | 77e Bowen           | Anfield, Liverpool Spectateurs : 57 332 Arbitrage : Tim Robinson | Anfield, Liverpool Spectateurs : 57 332 Arbitrage : Tim Robinson |
| 21h00            | Rapport                                                |         |                     | Anfield, Liverpool Spectateurs : 57 332 Arbitrage : Tim Robinson | Anfield, Liverpool Spectateurs : 57 332 Arbitrage : Tim Robinson |

### Demi-finales

#### Aller
| 9 janvier 2024 | Middlesbrough FC (2) | 1 - 0   | Chelsea FC (1) |                                                                                  |                                                                                  |
| 21h00          | Hackney 37e          | (1 - 0) |                | Riverside Stadium, Middlesbrough Spectateurs : 32 097 Arbitrage : Samuel Barrott | Riverside Stadium, Middlesbrough Spectateurs : 32 097 Arbitrage : Samuel Barrott |
| 21h00          | Rapport              |         |                | Riverside Stadium, Middlesbrough Spectateurs : 32 097 Arbitrage : Samuel Barrott | Riverside Stadium, Middlesbrough Spectateurs : 32 097 Arbitrage : Samuel Barrott |

| 10 janvier 2024 | Liverpool FC (1)      | 2 - 1   | Fulham FC (1) |                                                                 |                                                                 |
| 21h00           | Jones 68e · Gakpo 71e | (0 - 1) | 19e Willian   | Anfield, Liverpool Spectateurs : 56 724 Arbitrage : David Coote | Anfield, Liverpool Spectateurs : 56 724 Arbitrage : David Coote |
| 21h00           | Rapport               |         |               | Anfield, Liverpool Spectateurs : 56 724 Arbitrage : David Coote | Anfield, Liverpool Spectateurs : 56 724 Arbitrage : David Coote |

#### Retour
| 23 janvier 2024 | Chelsea FC (1)                                                               | 6 - 1   | Middlesbrough FC (2) |                                                                       |                                                                       |
| 21h00           | Howson 15e (csc) · Fernández 29e · Disasi 36e · Palmer 42e 77e · Madueke 81e | (4 - 0) | 88e Rogers           | Stamford Bridge, Londres Spectateurs : 37 754 Arbitrage : John Brooks | Stamford Bridge, Londres Spectateurs : 37 754 Arbitrage : John Brooks |
| 21h00           | Rapport                                                                      |         |                      | Stamford Bridge, Londres Spectateurs : 37 754 Arbitrage : John Brooks | Stamford Bridge, Londres Spectateurs : 37 754 Arbitrage : John Brooks |

| 24 janvier 2024 | Fulham FC (1) | 1 - 1   | Liverpool FC (1) |                                                                       |                                                                       |
| 21h00           | Diop 76e      | (0 - 1) | 11e Díaz         | Craven Cottage, Londres Spectateurs : 24 320 Arbitrage : Simon Hooper | Craven Cottage, Londres Spectateurs : 24 320 Arbitrage : Simon Hooper |
| 21h00           | Rapport       |         |                  | Craven Cottage, Londres Spectateurs : 24 320 Arbitrage : Simon Hooper | Craven Cottage, Londres Spectateurs : 24 320 Arbitrage : Simon Hooper |

### Finale
| Chelsea ·           |                    |      |
| Titulaires :        |                    |      |
|                     |                    |      |
| 28                  | Đorđe Petrović     |      |
| 27                  | Malo Gusto         |      |
| 02                  | Axel Disasi        |      |
| 26                  | Levi Colwill       |      |
| 21                  | Ben Chilwell       | 113e |
| 25                  | Moisés Caicedo     |      |
| 08                  | Enzo Fernández     |      |
| 20                  | Cole Palmer        |      |
| 23                  | Conor Gallagher    | 977e |
| 07                  | Raheem Sterling    | 67e  |
| 15                  | Nicolas Jackson    | 90e  |
|                     |                    |      |
| Remplaçants :       |                    |      |
| 01                  | Robert Sánchez     |      |
| 13                  | Marcus Bettinelli  |      |
| 10                  | Mykhaïlo Mudryk    | 90e  |
| 11                  | Noni Madueke       | 97e  |
| 14                  | Trevoh Chalobah    | 113e |
| 18                  | Christopher Nkunku | 67e  |
| 42                  | Alfie Gilchrist    |      |
| 49                  | Jimi Tauriainen    |      |
| 56                  | Billy Gee          |      |
|                     |                    |      |
| Entraîneur :        |                    |      |
| Mauricio Pochettino |                    |      |

| Liverpool ·   |                     |      |
| Titulaires :  |                     |      |
|               |                     |      |
| 62            | Caoimhin Kelleher   |      |
| 84            | Conor Bradley       | 72e  |
| 05            | Ibrahima Konaté     | 105e |
| 04            | Virgil van Dijk     |      |
| 26            | Andrew Robertson    | 87e  |
| 10            | Alexis Mac Allister | 87e  |
| 03            | Wataru Endō         |      |
| 38            | Ryan Gravenberch    | 28e  |
| 19            | Harvey Elliott      |      |
| 18            | Cody Gakpo          | 87e  |
| 07            | Luis Díaz           |      |
|               |                     |      |
| Remplaçants : |                     |      |
| 13            | Adrián              |      |
| 02            | Joe Gomez           | 28e  |
| 21            | Kóstas Tsimíkas     | 87e  |
| 42            | Bobby Clark         | 72e  |
| 53            | James McConnell     | 87e  |
| 67            | Lewis Koumas        |      |
| 76            | Jayden Danns        | 87e  |
| 78            | Jarell Quansah      | 105e |
| 98            | Trey Nyoni          |      |
|               |                     |      |
| Entraîneur :  |                     |      |
| Jürgen Klopp  |                     |      |

| Chelsea ·           |                    |      |
| Titulaires :        |                    |      |
|                     |                    |      |
| 28                  | Đorđe Petrović     |      |
| 27                  | Malo Gusto         |      |
| 02                  | Axel Disasi        |      |
| 26                  | Levi Colwill       |      |
| 21                  | Ben Chilwell       | 113e |
| 25                  | Moisés Caicedo     |      |
| 08                  | Enzo Fernández     |      |
| 20                  | Cole Palmer        |      |
| 23                  | Conor Gallagher    | 977e |
| 07                  | Raheem Sterling    | 67e  |
| 15                  | Nicolas Jackson    | 90e  |
|                     |                    |      |
| Remplaçants :       |                    |      |
| 01                  | Robert Sánchez     |      |
| 13                  | Marcus Bettinelli  |      |
| 10                  | Mykhaïlo Mudryk    | 90e  |
| 11                  | Noni Madueke       | 97e  |
| 14                  | Trevoh Chalobah    | 113e |
| 18                  | Christopher Nkunku | 67e  |
| 42                  | Alfie Gilchrist    |      |
| 49                  | Jimi Tauriainen    |      |
| 56                  | Billy Gee          |      |
|                     |                    |      |
| Entraîneur :        |                    |      |
| Mauricio Pochettino |                    |      |

| Liverpool ·   |                     |      |
| Titulaires :  |                     |      |
|               |                     |      |
| 62            | Caoimhin Kelleher   |      |
| 84            | Conor Bradley       | 72e  |
| 05            | Ibrahima Konaté     | 105e |
| 04            | Virgil van Dijk     |      |
| 26            | Andrew Robertson    | 87e  |
| 10            | Alexis Mac Allister | 87e  |
| 03            | Wataru Endō         |      |
| 38            | Ryan Gravenberch    | 28e  |
| 19            | Harvey Elliott      |      |
| 18            | Cody Gakpo          | 87e  |
| 07            | Luis Díaz           |      |
|               |                     |      |
| Remplaçants : |                     |      |
| 13            | Adrián              |      |
| 02            | Joe Gomez           | 28e  |
| 21            | Kóstas Tsimíkas     | 87e  |
| 42            | Bobby Clark         | 72e  |
| 53            | James McConnell     | 87e  |
| 67            | Lewis Koumas        |      |
| 76            | Jayden Danns        | 87e  |
| 78            | Jarell Quansah      | 105e |
| 98            | Trey Nyoni          |      |
|               |                     |      |
| Entraîneur :  |                     |      |
| Jürgen Klopp  |                     |      |

## Nombre d'équipes par division et par tour
| Divisions / Manches                      | Premier tour (36 rencontres) | Deuxième tour (24 rencontres) | 3e tour (1/16 de finale) (16 rencontres) | 4e tour (1/8 de finale) (8 rencontres) | 5e tour (1/4 de finale) (4 rencontres) | Demi-finales (4 rencontres) | Finale (1 rencontres) | Vainqueur     |
| ---------------------------------------- | ---------------------------- | ----------------------------- | ---------------------------------------- | -------------------------------------- | -------------------------------------- | --------------------------- | --------------------- | ------------- |
| Premier League (clubs européens) 8 clubs | Exempté                      | Exempté                       | 8                                        | 5                                      | 3                                      | 1                           | 1                     | 1             |
| Premier League (non-européens) 12 clubs  | Exempté                      | 12                            | 9                                        | 5                                      | 3                                      | 2                           | 1                     | Aucune équipe |
| Championship 24 clubs                    | 24                           | 14                            | 7                                        | 3                                      | 1                                      | 1                           | Aucune équipe         | Aucune équipe |
| League One 24 clubs                      | 24                           | 10                            | 4                                        | 2                                      | 1                                      | Aucune équipe               | Aucune équipe         | Aucune équipe |
| League Two 24 clubs                      | 24                           | 12                            | 4                                        | 1                                      | Aucune équipe                          | Aucune équipe               | Aucune équipe         | Aucune équipe |
| Total                                    | 72                           | 48                            | 32                                       | 16                                     | 8                                      | 4                           | 2                     | 1             |